# 山田正行
山田 正行（やまだ まさゆき、1953年 - ）は、日本の教育社会学者、大阪教育大学教授。

## 来歴
群馬県桐生市生まれ。父・政雄は水戸の航空隊の特攻隊員で、出撃前に終戦。第一子に「正行（まさゆき）」と名づけ、「まさつら」とも読むと教えた（『アイデンティティと時代』pp.19-20）。
1973年、亀有セツルメント加入（セツラー・ネームはブク）。1979年東京大学文学部社会学科卒、1984年同大学院教育学研究科博士課程満期退学。2006年「平和教育の思想と実践 宮原社会教育学の意義と継承」で博士（教育学）。東大教育学部助手、秋田大学助教授、教授、2003年大阪教育大学教授。NPO法人アウシュヴィッツ平和博物館（福島県白河市）理事長、ポーランド共和国功績勲爵十字勲章受章。宮原研究室第一期生の藤田秀雄の後輩（『戦中戦後少年の日記 一九四四～四五年』）。2020年、セツルメント診療所に関わる医療法人財団ひこばえ会の評議員（「ひこばえ」は戦前の帝大セツルメントの再建の意味も込めている）。